# Храм Покрова Пресвятой Богородицы (Овчары)
 Памятник культуры Малопольского воеводства: регистрационный номер А-1214 от  6 июня 1984 года.
Храм Покрова Пресвятой Богородицы (пол. Cerkiew Opieki Matki Bożej) — грекокатолический храм, находящийся в селе Овчары, гмина Сенкова, Горлицкий повят, Малопольское воеводство. В настоящее время используется грекокатолической и латинской общинами. Архитектурный памятник Малопольского воеводства.

## История
Храм был построен в 1653 году на месте более древнего храма, который был разрушен оползнем. В 1701 году к храму был пристроен пресвитериум и в 1783 году была добавлена башня, которую построили местные мастера Дмитрий Дековекин и Фёдор Русинка. В 1870 году было расширено внутреннее помещение храма. В 1938 году в храме были установлены фрески.
В 1947 году жителей села, которые были лемками, время операции «Висла» переселили в западную часть Польши и храм стал использоваться как филиал латинского прихода. После возвращения лемков в 1958 году храм был возвращён грекокатолической общине.
В 1983—1985 годах проводился ремонт храма, во время которого был укреплён фундамент храма и крыша была покрыта гонтом. Восстановление храма было отмечено польским Министерством культуры и искусств.
6 июня 1984 года храм был внесён в реестр архитектурных и исторических памятников Малопольского воеводства (№ А-1214).
В 1995 году община храма получила приз «Prix Europa Nostra» за лучшее сохранение архитектурного памятника.
С 1998 года храм одновременно используется грекокатолической и латинской общинами.

## Описание
Храм принадлежит к характерной для лемковской архитектуры трёхкупольному сакральному зданию. Алтарная часть и неф имеют одинаковый размер. Три купола покрыты гонтом и увенчаны крестами. Первоначально прямоугольные окна были только в южной части церкви. Храм был построен на склоне холма, поэтому его фундамент для защиты от влаги был скреплён деревянными скрепами.
В храме находится иконостас, датируемый XVIII веком. Иконы написаны художником Яном Медыцким и характеризуются сильным влиянием барокко. В храме также имеется предел святого Николая Чудотворца. В этом приделе находятся иконы Иисуса Христа и Пресвятой Богородицы. Эти иконы датируются второй половиной XVII века и ранее находились в раннем иконостасе.

## примечания
1. ↑  Narodowy Instytut Dziedzictwa: Rejestr zabytków nieruchomych — województwo małopolskie (недоступная ссылка)

## Источник
- G. i Z. Malinowscy, E. i P. Marciniszyn, Ikony i cerkwie. Tajemnice łemkowskich świątyń, Carta Blanca, Warszawa 2009, ISBN 978-83-61444-15-2